# 467
Період падіння Західної Римської імперії. У Східній Римській імперії триває правління Лева I Макелли. У Західній розпочалося правління Прокопія Антемія, але влада належить військовому магістру Ріцімеру. Значна частина території окупована варварами, зокрема в Іберії утворилося Вестготське королівство, а Північну Африку захопили вандали, утворивши Африканське королівство, у Тисо-Дунайській низовині утворилося Королівство гепідів.
У Південному Китаї правління династії Лю Сун. В Індії правління імперії Гуптів. У Японії триває період Ямато. У Персії править династія Сассанідів.
На території лісостепової України Черняхівська культура. Історики VI століття згадують плем'я антів, що мешкало на території сучасної України приблизно з IV сторіччя. У Північному Причорномор'ї центр володінь гунів, що підкорили собі інші кочові племена, зокрема сарматів та аланів.

## Події
- Імператор Східної Римської імперії Лев I настояв на призначенні імператором Західної Римської імперії Прокопія Антемія. Фактично владу у своїх руках і далі утримував військовий магістр Ріцімер.
- Вандали вчинили наліт на Іллірію, Пелопоннес та інші частини Греції. Для боротьби з ними візантійський імператор Лев I об'єднує свої зусилля з Римом.
- Ефталіти захопили Раджастхан, Пенджаб і Кашмір. В імперії Гуптів розпочалася війна на спадок Скандагупти.

## Народились
- Імператор Сенка — 28-й Імператор Японії
- Лев II — імператор Візантії у 474 році